# Sandjord
Sandjord er en jordbundstype. Den indeholder mindst 50 % sand og grus. Man kan finde sandjord mange steder; på stranden, i de nederste lag af jorden. Sandjord har en forholdsvis lys, brunlig farve, og kornene har en diameter på 0,245 mm.
 Der er for få eller ingen kildehenvisninger i denne artikel, hvilket er et problem. Du kan hjælpe ved at angive troværdige kilder til de påstande, som fremføres i artiklen.

| Geografi/geologi | Spire Denne artikel om geografi er en spire som bør udbygges. Du er velkommen til at hjælpe Wikipedia ved at udvide den. |